# 빌/비엔역
빌/비엔역(독일어: Bahnhof Biel, 프랑스어: Gare de Bienne)은 스위스 베른주에 있는 빌/비엔의 이중 언어 지자체에 서비스를 제공한다.
스위스 철도 네트워크의 주요 철도 교차점이다. 북동부(장크트갈렌 /취리히)와 스위스 남서부(제네바) 사이의 가장 붐비는 두 개의 주요 철도 노선 중 하나에 있다. 다른 하나는 베른을 경유한다. 장크트갈렌과 제네바 공항 사이의 인터시티는 기울어지는 기차 구성 중 하나를 사용하여 4:17h 밖에 걸리지 않는다(2019년). 다른 주요 노선은 바젤과 로잔/제네바 사이이다. 들레몽을 통해 쥐라주도 연결한다. 스위스 철도망과 함께 셋째, 서쪽의 베른(베른 쥐라)와 라쇼드퐁의 프랑스어 사용 지역을 동쪽의 베른과 연결한다.
이 노선의 모든 열차는 스위스 전역에 적용된 시계판 일정에 따라 30분 간격으로 30분 후 및 1/4분에 빌/비엔에서 만나므로 몇 가지(2– 5) 이 모든 노선의 열차간 간격은 쉽게 가능하다.
그것은 빌/비엔의 중심에 위치하고 있으므로, 리베로(libero, 통합 요금망 체계)의 요금 구역 300의 일부이다.
빌/비엔의 기차역은 스위스에서 13번째로 붐비는 역으로 2016년 기준으로 하루 52,100명의 승객이 이용한다.

## 운행편

### 장거리
다음 장거리 열차가 빌/비엔에서 정차한다.
- 인터시티 :
  - 쥐라풋선(Jura Foot Line)을 통해 제네바 공항 또는 로잔 및 취리히 중앙역 또는 로르샤흐까지 30분마다 운행한다.
  - 바젤-빌/비엔 노선을 통해 바젤 SBB까지 매시간 운행.
- 인터레기오 : 빌/비엔–베른 노선을 통해 베른까지 30분 간격 운행.

### 지방
다음 지역 열차는 빌/비엔에서 정차한다.
- 레기오익스프레스 :
  - 빌/비엔에서 메루 (프랑스)까지 바젤-비엘/비엔선을 통해 매시간 운행.
  - 라쇼드퐁까지 빌/비엔-라쇼드퐁선을 통해 매시간 운행.
- 레기오 :
  - 뇌샤텔까지 쥐라풋선을 통해 매시간 ~ 30분 운행.
  - 인스까지 빌–타이펠렌–인스선을 통해 30분 간격 운행.
  - 빌/비엔-라쇼드퐁선을 통해 송스보-솜브발(Sonceboz-Sombeval)을 경유하여 라쇼드퐁 및 무티까지 매시간 운행.

### S-반
다음 베른 S-반 열차는 빌/비엔에서 정차한다.
- S3: 벨프까지 빌/비엔–베른선을 통해 30분 간격 운행.
- S20: 졸로투른까지 30분마다 운행하며, 다른 모든 열차는 졸로투른에서 올텐까지 계속 운행한다.
- S31: 빌/비엔-베른 라인을 통해 벨프까지 러시아워 서비스.

## 같이 보기
- 스위스의 철도